# 폰토스 (신화)

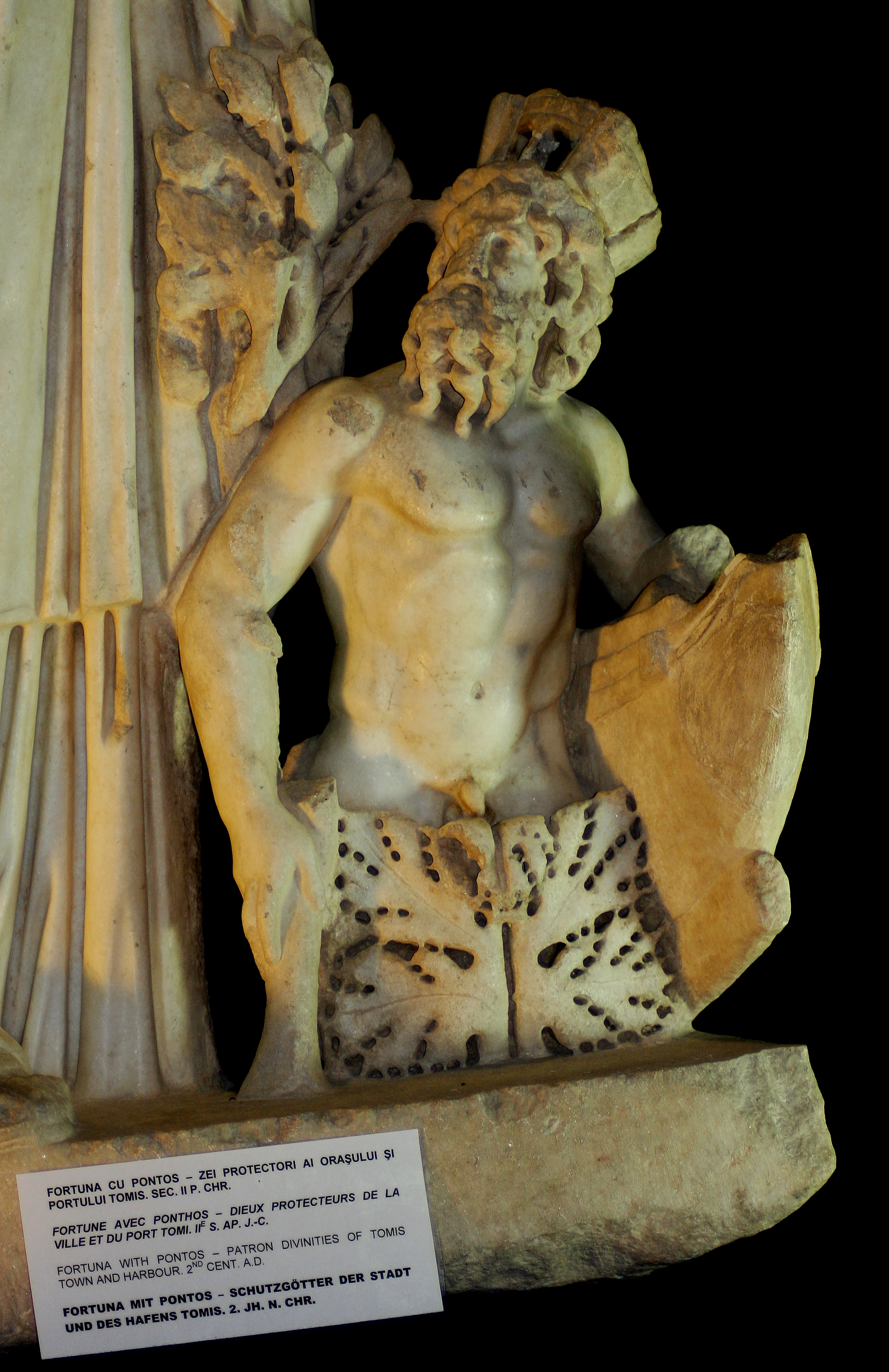

폰토스 또는 폰투스(고대 그리스어: Πόντος Pontos[*], "바다"라는 뜻)는 그리스 신화에서 올림포스 신 이전의 ‘태초의 신들’인 프로토게노이 중의 하나로 오케아노스와 포세이돈 이전의 최초의 1세대 바다의 남신이다. 그 이름에서 알 수 있듯이 바다의 의인화된 신의 형태이다.
헤시오도스의 신통기에 따르면 대지의 여신 가이아가 "스스로 낳은" 자식이라고 한다. 그래서 우라노스와 오우로스와 형제지간이라고 한다.
형이었던 우라노스가 하늘로 치솟고 난 후에 계속 관계를 가졌다가 그거에 적응돼버린 땅의 여신 가이아는 무척이나 외로웠다고 한다. 그리고 후에 자신이 낳은 또 다른 아들이었던 폰토스의 유혹을 피하지 못하고 폰토스를 두 번째 남편으로 맞이하여 폰토스와 다시 결합하게 되어서 네레우스(‘바다의 노인’), 타우마스, 포르퀴스, 케토, 에우로비아를 낳았다. 평소의 모습은 착하고 어질면서 동시에 권력에 형과는 다르게 관심이 없었고 괴물 자식을 낳더라도 어머니를 몰아세우거나 자식들을 우라노스 형처럼 타르타로스에 감금하거나 그러지 않았다. 오히려 자식을 사랑했고 유일하게 어머니 가이아 외에는 바람을 전혀 피우지 않은 신으로 유명하기까지 하고 그는 꽤 잘생기고 훈남이었다고 한다. 평소에 권력이 관심이 없던 그는 바다에서 노는 것을 무척 좋아해서 자주 바다에서 수영을 즐겼다고 전해진다.

## 부인 및 연인과 아이들
- 가이아
  - 케토
  - 네레우스
  - 타우마스
  - 포르퀴스
  - 에우로비아

## 같이 보기
- 폰토스
- 티모시 간츠
- 가이우스 율리우스 히기누스
- 헤시오도스